# فرماندهی جبهه شمالی چین
فرماندهی جبهه شمالی چین (انگلیسی: Northern Theater Command) یکی از پنج جبهه فرماندهی در ارتش آزادی‌بخش خلق است که در ۱ فوریه ۲۰۱۶ از ادغام منطقه نظامی شن‌یانگ، منطقه نظامی جینان و منطقه نظامی پکن تأسیس شد. ستاد مرکزی فرماندهی جبهه شمالی در ناحیه هپینگ از شن‌یانگ، استان لیائونینگ قرار دارد. فرماندهی جبهه شمالی با کره شمالی، روسیه و مغولستان مرز مشترک دارد.